# Мар'ївка (Добровеличківська селищна громада)
Ма́р'ївка — село в Україні, у Добровеличківській селищній громаді Новоукраїнського району Кіровоградської області. Населення становить 186 осіб. Орган місцевого самоврядування — Добровеличківська селищна рада.

## Населення
Згідно з переписом УРСР 1989 року чисельність наявного населення села становила 216 осіб, з яких 92 чоловіки та 124 жінки.
За переписом населення України 2001 року в селі мешкало 185 осіб. 100 % населення вказало своєю рідною мовою українську мову.